# Лыткино (Красноярский край)
Лыткино — деревня в Шушенском районе Красноярского края. Входит в состав Казанцевского сельсовета.

## География
Расположена к северу от реки Малая Коя. Абсолютная высота — 315 метров над уровнем моря.
Климат
Климат характеризуется как резко континентальный, с продолжительной морозной зимой и коротким тёплым летом. Средняя температура воздуха самого тёплого месяца (июля) составляет 18,8 °C; самого холодного (января) — −18,5 °C. Среднегодовое количество атмосферных осадков составляет 474 мм. Безморозный период в среднем длится 117 дней.

## История
В 1926 году в заимке Лыткина имелось 35 хозяйств и проживало 189 человек (100 мужчин и 89 женщин). В национальном составе населения того периода преобладали русские. В административном отношении входила в состав Нижне-Коянского сельсовета Минусинского района Минусинского округа Сибирского края.

## Население
| 2010 |
| ---- |
| 140  |

Половой состав
По данным Всероссийской переписи населения 2010 года в гендерной структуре населения мужчины составляли 50,7 %, женщины — соответственно 49,3 %.
Национальный состав
Согласно результатам переписи 2002 года, в национальной структуре населения русские составляли 100 % из 217 чел.